# Monique van de Ven

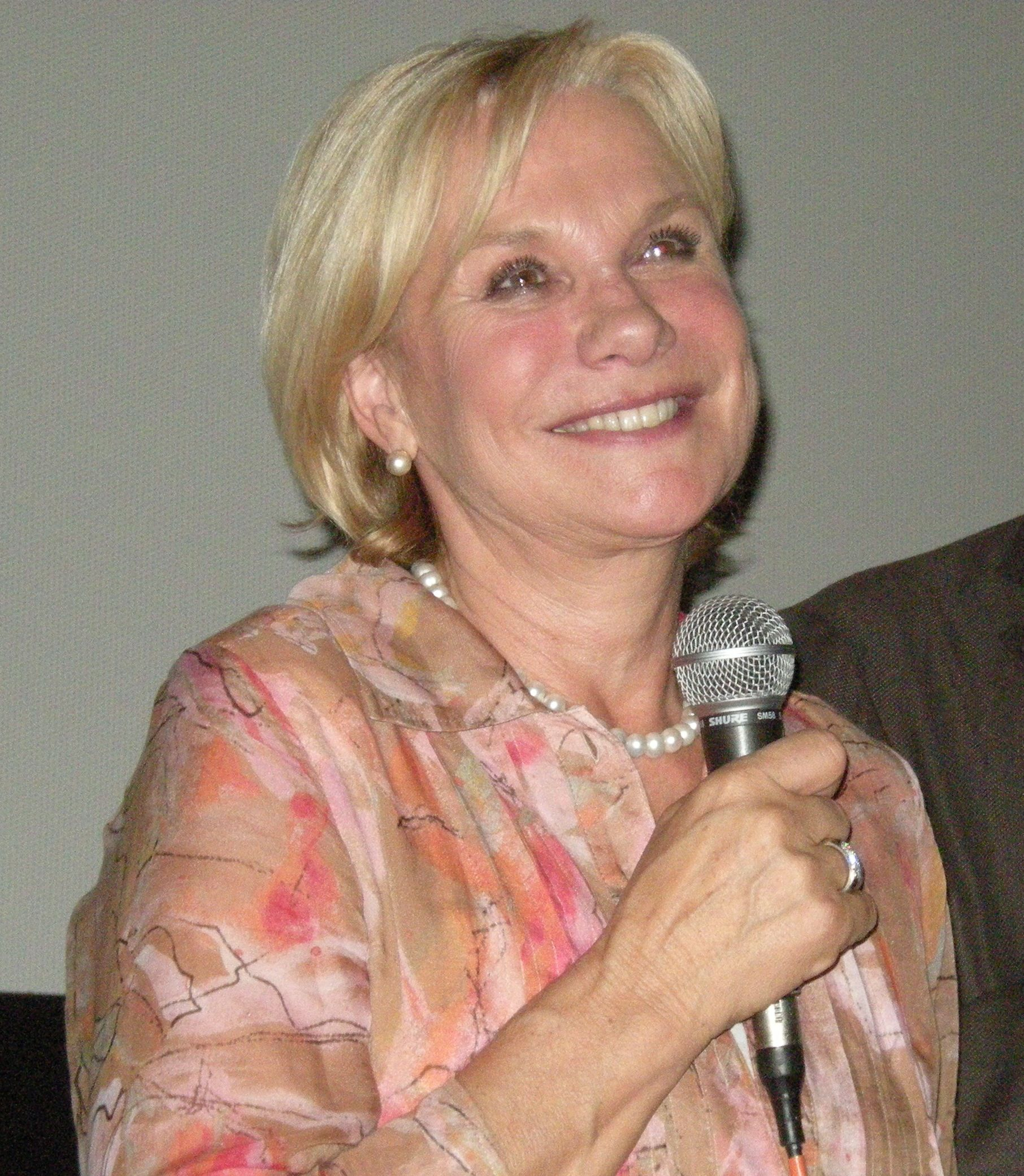
Monique van de Ven (2008)

Monique van de Ven (* 28. Juli 1952 in Zeeland, Nordbrabant als Monica Maria Theresia van de Ven) ist eine niederländische Schauspielerin.

## Leben
Van de Ven wurde in dem brabantischen Dorf Zeeland geboren und wuchs in Rijswijk auf. Sie besuchte die Toneelacademie Maastricht (Schauspielschule) in Maastricht und ein Jahr lang die Koninklijke Academie van Beeldende Kunsten (Hochschule für Musik und Tanz an der Akademie für bildende Künste) in Den Haag.
Ihr Filmdebüt von 1973, die weibliche Hauptrolle neben Rutger Hauer in der Wolkers-Verfilmung Türkische Früchte unter der Regie von Paul Verhoeven, brachte ihr bereits den Durchbruch und internationale Aufmerksamkeit. Noch im selben Jahr folgte Verloren Maandag mit Jan Decleir, 1974 Wim Verstappens Dakota mit Willeke van Ammelrooy und Erik van Zuylens De laatste trein, bevor sie 1975 unter der erneuten Regie von Paul Verhoeven in dem Historien-Drama Das Mädchen Keetje Tippel spielte.
1973 heiratete sie den Kameramann und Regisseur Jan de Bont, mit dem sie 17 Jahre verheiratet war. Seit Anfang der 1980er Jahre lebten beide in Los Angeles. Dort versuchte sie beruflich ebenfalls Fuß zu fassen und hatte einige Gastauftritte in der US-amerikanischen Krimi-Serie Starsky & Hutch und spielte in einer Episode von Remington Steele.
Nach ihrer Scheidung von de Bont heiratete sie ihren Kollegen Edwin de Vries, den sie 1987 bei Dreharbeiten zu Een Maand Later kennenlernte.
1999 wurde sie in den Niederlanden als Schauspielerin des Jahrhunderts geehrt. Mit der Verfilmung von Zomerhitte (Sommerhitze) von Jan Wolkers debütierte van de Ven 2008 als Regisseurin. Bereits 1996 hatte sie bei einem Kurzfilm hinter der Kamera gestanden.
Seit 1996 ist van de Ven UNICEF-Botschafterin für die Niederlande.

## Filmografie (Auswahl)
- 1973: Türkische Früchte (Turks fruit)
- 1974: Dakota
- 1974: Verloren maandag
- 1975: Das Mädchen Keetje Tippel (Keetje Tippel)
- 1975: De laatste trein
- 1976: Anita Drögemöller und die Ruhe an der Ruhr
- 1977: Dokter Vlimmen
- 1978: Dag dokter
- 1978: Stuntman (Stunt Rock)
- 1978: Starsky and Hutch
- 1979: Een vrouw als Eva
- 1979: Ich lieb’ dich noch (Uit elkaar)
- 1981: Hoge hakken, echte liefde
- 1982: Breach of Contract
- 1982: Ademloos
- 1983: Brandende liefde
- 1983: Remington Steele (Fernsehserie)
- 1984: Der Skorpion (De schorpioen)
- 1986: Der Anschlag (De Aanslag)
- 1987: Rollentausch (Een maand later)
- 1987: Iris
- 1988: Verfluchtes Amsterdam (Amsterdamned)
- 1989: Paint It Black – Im Dunkeln der Nacht (Paint It Black)
- 1989: De kassière
- 1990: Romeo
- 1990: The Man Inside – Tödliche Nachrichten (The Man Inside)
- 1991: Eline Vere
- 1992: Das Zeichen (De Johnsons)
- 1995: Lang lebe die Königin (Lang leve de koningin)
- 2001: De bovenman
- 2001: The Discovery of Heaven
- 2004: Amazones
- 2007: Zadelpijn (Fernsehfilm)

## Regie
- 2008: Verführerisches Spiel (Zomerhitte)